# Tony Hollings
Tony Terrell Hollings (* 1. Dezember 1981 in Macon, Georgia) ist ein ehemaliger US-amerikanischer American-Football-Spieler auf der Position des Runningbacks. Er wurde 2003 von den Houston Texans in der NFL Draft ausgewählt. Er spielte auch für die Berlin Adler in der German Football League.
| Personendaten    | Personendaten                                                                 |
| ---------------- | ----------------------------------------------------------------------------- |
| NAME             | Hollings, Tony                                                                |
| ALTERNATIVNAMEN  | Hollings, Tony Terrell (vollständiger Name)                                   |
| KURZBESCHREIBUNG | US-amerikanischer American-Football-Spieler auf der Position des Runningbacks |
| GEBURTSDATUM     | 1. Dezember 1981                                                              |
| GEBURTSORT       | Macon, Georgia                                                                |